# Őrség-Region
Die Region Őrség ist Teil des Hügellandes zwischen Raab und Zala im Südwesten Ungarns.

## Lage
Das Gebiet Őrség liegt im Dreieck zwischen Körmend im Norden, Zalaegerszeg im Osten und der ungarischen Grenze zu Österreich bzw. Slowenien im Westen.

## Geschichte
Die Bevölkerung dieses Grenzgebietes leistete den ungarischen Herrschern schon im 11. und 12. Jahrhundert Wachdienste, woraus sich der Landschaftsname Őrség, zu deutsch „Wache“, ableitet. Für diese freiwilligen Dienste wurden die Bewohner mit Privilegien und größerer Eigenständigkeit belohnt.

## Sehenswürdigkeiten
Charakteristisch für das Őrség sind Kleinstsiedlungen, Häusergruppen und Weiler, im ungarischen szer genannt, die eine Kette von Grenzposten bildeten. In vielen Dörfern des Őrség sind Beispiele für diese Siedlungsformen und die traditionelle Bauweise auch heute noch erhalten und werden gepflegt.

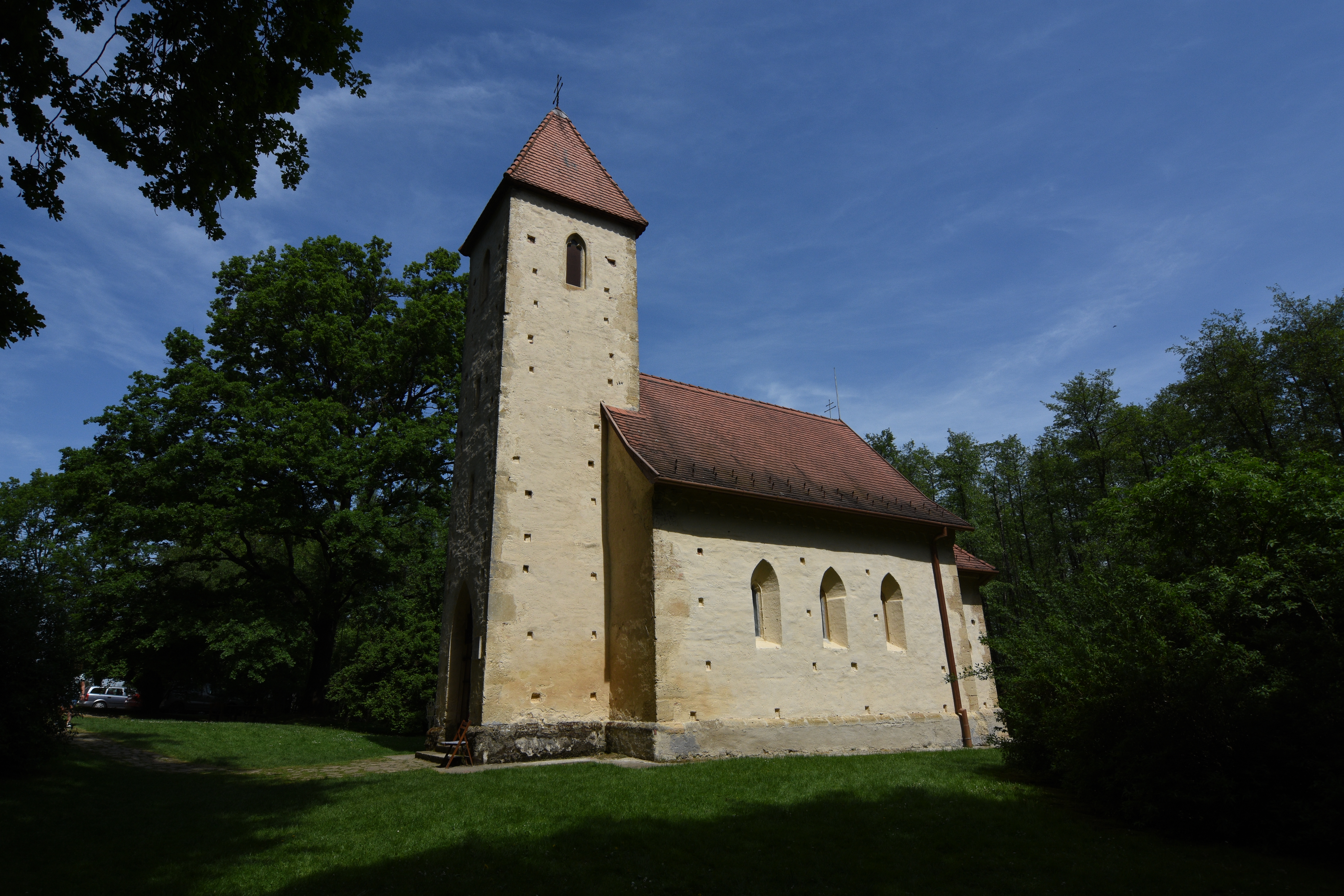
Röm.-kath. Kirche Szentháromság és Szent István király in Velemér

Fünf Kilometer nordwestlich der Kreisstadt Őriszentpéter befindet sich in einem Ortsteil der Gemeinde Szalafő das Freilichtmuseum Pityerszer, das in den Sommermonaten täglich geöffnet ist. In Pankasz nahe Kisrákos findet man einen gut erhaltenen typischen „Wacht“-Kirchturm aus dem 17. Jahrhundert.
Im Dörfchen Velemér an der ungarisch-slowenischen Grenze befindet sich eine gut erhaltene Kirche aus dem 13. Jahrhundert mit Fresken des Österreichers Johannes Aquila aus dem Jahr 1378, die den bereits damals sogenannten „Internationalen Stil“ andeuteten. Der Maler hat sich an der nördlichen Mauer selbst verewigt.

## Nationalpark

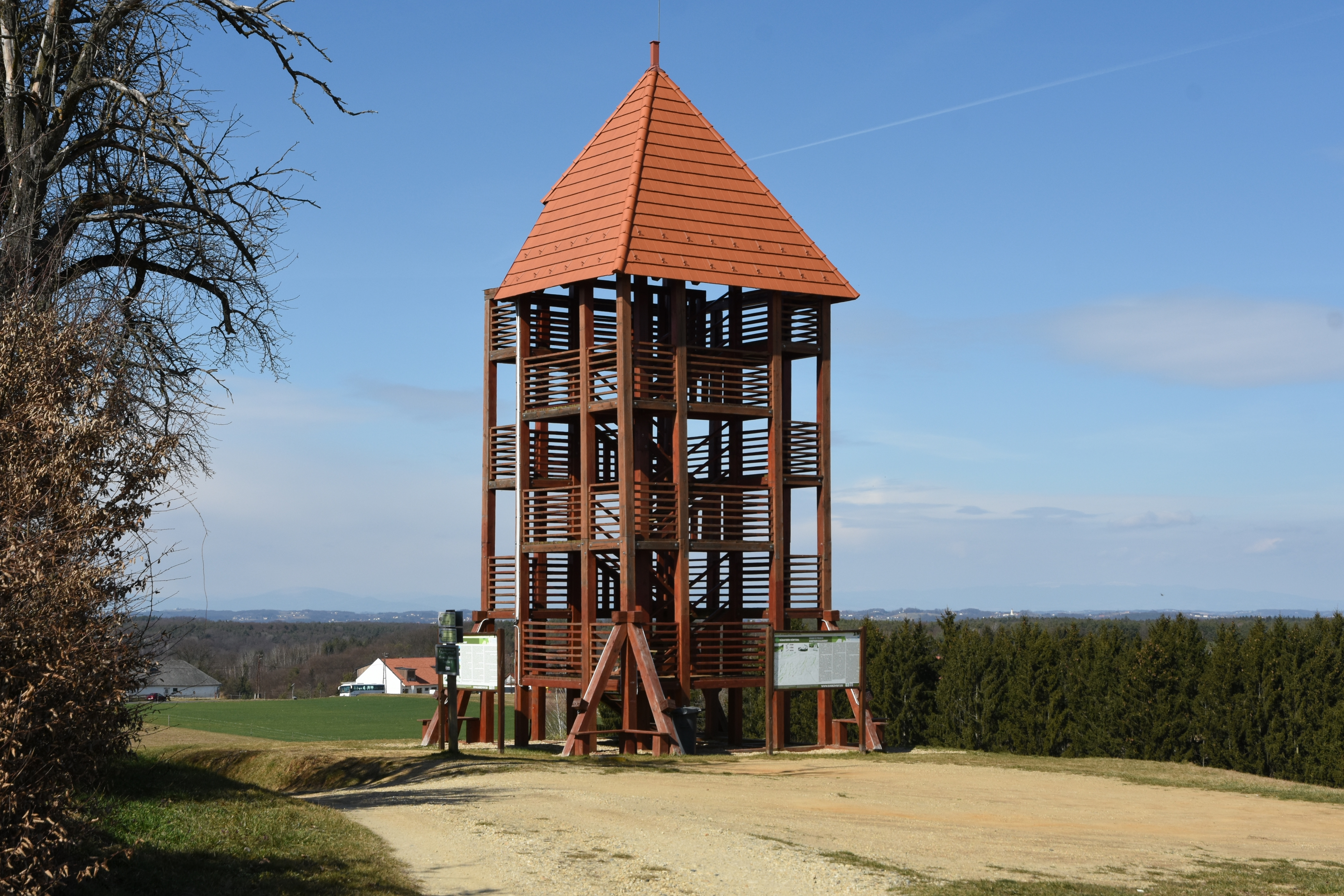
Aussichtsturm Kétvölgy im Nationalpark

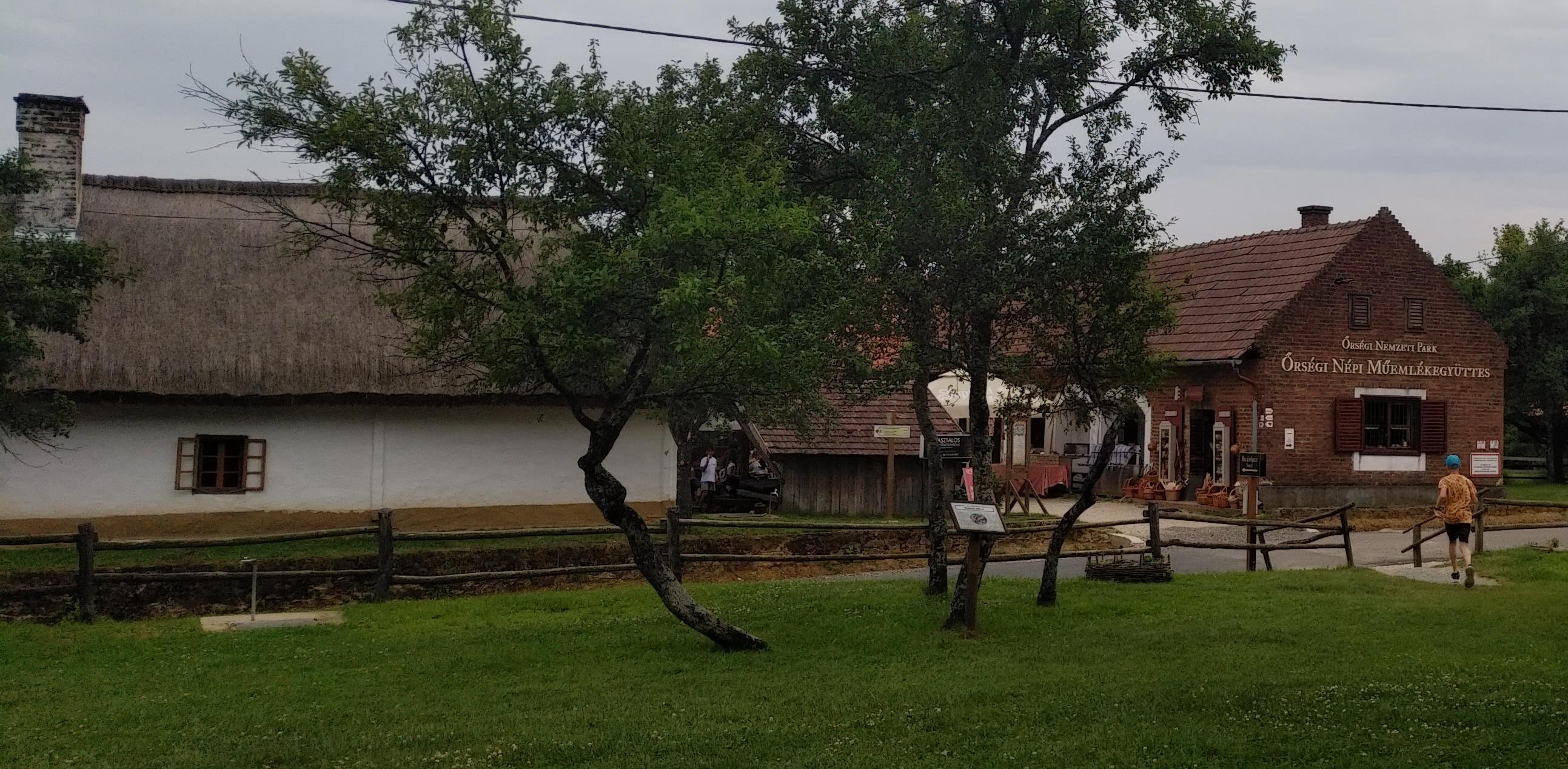
Freilichtmuseum im Nationalpark

Der Nationalpark Őrség (ungarisch Őrségi Nemzeti Park) wurde als europäischer Nationalpark am 8. März 2002 eröffnet und liegt im Komitat Vas. Er hat eine Gesamtfläche von 43.933 Hektar und gehört zum Dreiländer-Naturpark Raab-Őrség-Goričko, mit dem Naturpark Raab (gegründet am 12. September 1998) und dem slowenischen Naturpark Goričko (gegründet 9. Oktober 2003).

## Flora und Fauna
Das Őrség weist eine Anzahl seltener Tier- und Pflanzenarten auf, wie den seltenen Schwarzstorch, den Dreizehenspecht oder den Wespenbussard, sowie eine Vielzahl von seltenen Schmetterlingen und Libellen. Knabenkräuter findet man ebenso häufig wie Engelwurz, selten gewordene Schwertliliengewächse und Enzian.

## Auszeichnungen
Ausgezeichnet wurde die ungarische Region Őrség aus den zehn besten Reisezielen im ländlichen Tourismus in Europa am 26. Oktober 2007 vom Kommissionsvizepräsident Günter Verheugen in Portugal mit dem EDEN-Preis (European Destinations of Excellence – EDEN). Sie sei eine Charakterlandschaft in Harmonie mit der Natur, die Berge und Täler, Laub- und Nadelwälder, Wiesen, Moore, Quellen und Flüsse harmonisch miteinander verbinde. Daneben faszinieren die Besucher die unverfälschten Traditionen und Gebräuche, das Kunsthandwerk, die Produkte der Bauern, die Selbstversorger sind, sowie die Lebensart der Region.